# Bird Shoulder
Die Bird Shoulder  ist ein steiler, mit Tussock bewachsener und von Schutthalden gesäumter Gebirgskamm auf Bird Island im Archipel Südgeorgiens im Südatlantik. Er ragt zwischen dem Wanderer Ridge und dem Roché Cwm auf und erstreckt sich nordwärts in Richtung des Roché Peak. 
Das UK Antarctic Place-Names Committee benannte ihn 1982 in Anlehnung an die Benennung des benachbarten Bird Sound.